# Maybach Music Group
Maybach Music Group (MMG) – amerykańska wytwórnia muzyczna założona w 2009 roku przez rapera Ricka Rossa. Za dystrybucję w Stanach Zjednoczonych odpowiada Warner Bros. Records.

## Historia
Latem 2009 roku ukazał się pierwszy album nakładem tej wytwórni. Była to płyta Ricka Rossa pt. Deeper Than Rap.
Tego samego roku raper podpisał kontrakty muzyczne z Triple C’s i Masspike Miles. 27 października 2009 roku wspólnie z grupą Triple C’s wydał album pt. Custom Cars & Cycles.
W 2010 roku ukazał się kolejny album założyciela pt. Teflon Don. W tym samym roku zaproponował kontrakt muzyczny raperowi Wiz Khalifa, ale Wiz miał już podpisany kontrakt z Atlantic Records.
23 maja 2011 roku ukazała się pierwsza składanka wytwórni pt. Self Made Vol. 1. Sprzedano ponad 200.000 egzemplarzy płyty. W tym roku do wytwórni dołączyło trzech artystów: Meek Mill, Wale i Stalley. 1 listopada 2011 roku odbyła się premiera albumu pt. Ambition rapera Wale. Płyta osiągnęła sukces. Zatwierdzono ją jako złoto.
2 maja 2012 roku Rick Ross ogłosił, że Omarion dołączył do jego wytwórni. Oświadczył także, że ukażą się dwa albumy w najbliższym czasie. 26 czerwca 2012 r. ukazała składanka Self Made Vol. 2. W pierwszym tygodniu sprzedaż wyniosła prawie 100.000 egzemplarzy.
28 sierpnia 2012 r. ukazał się debiutancki album Meek Milla pt. Dreams and Nightmares. W tym roku do wytwórni dołączyli także French Montana, Gunplay, Rockie Fresh i brytyjski muzyk Akhillez.